# Busca-pé

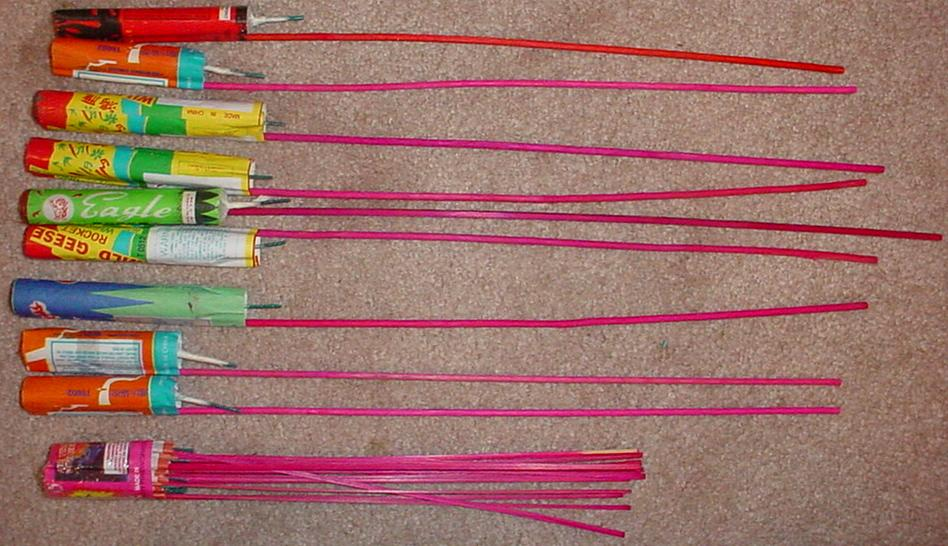
Busca-pés de tamanhos variados.

O busca-pé (também conhecido como cometinha, apito com vara ou foguetinho de vara) é um tipo de fogo de artifício similar a um foguete de vara, porém em um tamanho reduzido. São muito comuns devido ao seu preço e efeitos variados como apitos, rastros traçantes, tiro ou crackling, também existem variedades de busca-pés sem vara, que consistem em tubos que soltam fagulhas e são muito utilizados nas guerras de espada na região nordeste do Brasil.
O termo busca-pé surgiu devido a muitos destes foguetes serem soltos no chão, voando entre os pés das pessoas em festas populares, uma tradição típica principalmente em festas juninas.

## Composição
Geralmente são feitos com duas partes principais: uma carga propulsora e uma vara de guia.
A carga propulsora é carregada com compostos de pólvora e possui um pequeno furo para liberar os gases e fazer o foguete subir. Alguns fabricantes podem incluir componentes químicos para que durante a propulsão, os busca-pés produzam efeitos visuais ou sonoros (apitos).
A vara de guia serve para garantir a estabilidade do busca-pé enquanto sobe. Alguns busca-pés podem conter uma carga explosiva ou de efeitos variados após sua carga propulsora acabar. No Brasil, os busca-pés com efeito de apito com tiro são comuns e muito utilizados em festas populares.